# Dalechampia affinis
Dalechampia affinis är en törelväxtart som beskrevs av Johannes Müller Argoviensis. Dalechampia affinis ingår i släktet Dalechampia och familjen törelväxter. Inga underarter finns listade i Catalogue of Life.